# Moritz von Bissing
Moritz Ferdinand von Bissing, född 30 januari 1844 och död 18 april 1917, var en tysk friherre och militär.
Bissing blev officer vid kavalleriet 1865, generalstabsofficer 1874, överste 1890, generalmajor 1894, chef för 7:e armékåren 1901 och general vid kavalleriet 1902. År 1907 erhöll Bissing avsked men återinträdde vid första världskrigets utbrott i tjänst och blev i november 1914 generalguvernör i Belgien, vilken befattning han innehade fram till sin död. 1915 utnämndes han till generalöverste.
Bissing har bland annat utgett Massen oder Theilführung der Kavallerie (1900).